# 維尼耶隆登峰
61°54′21″N 9°50′52″E / 61.90583°N 9.84778°E

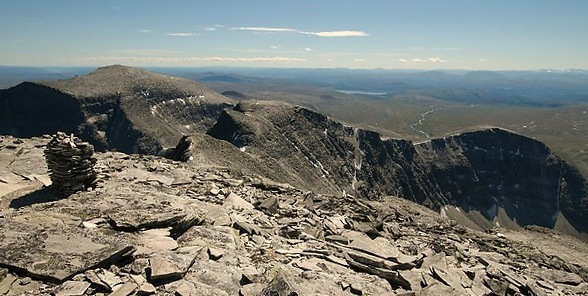

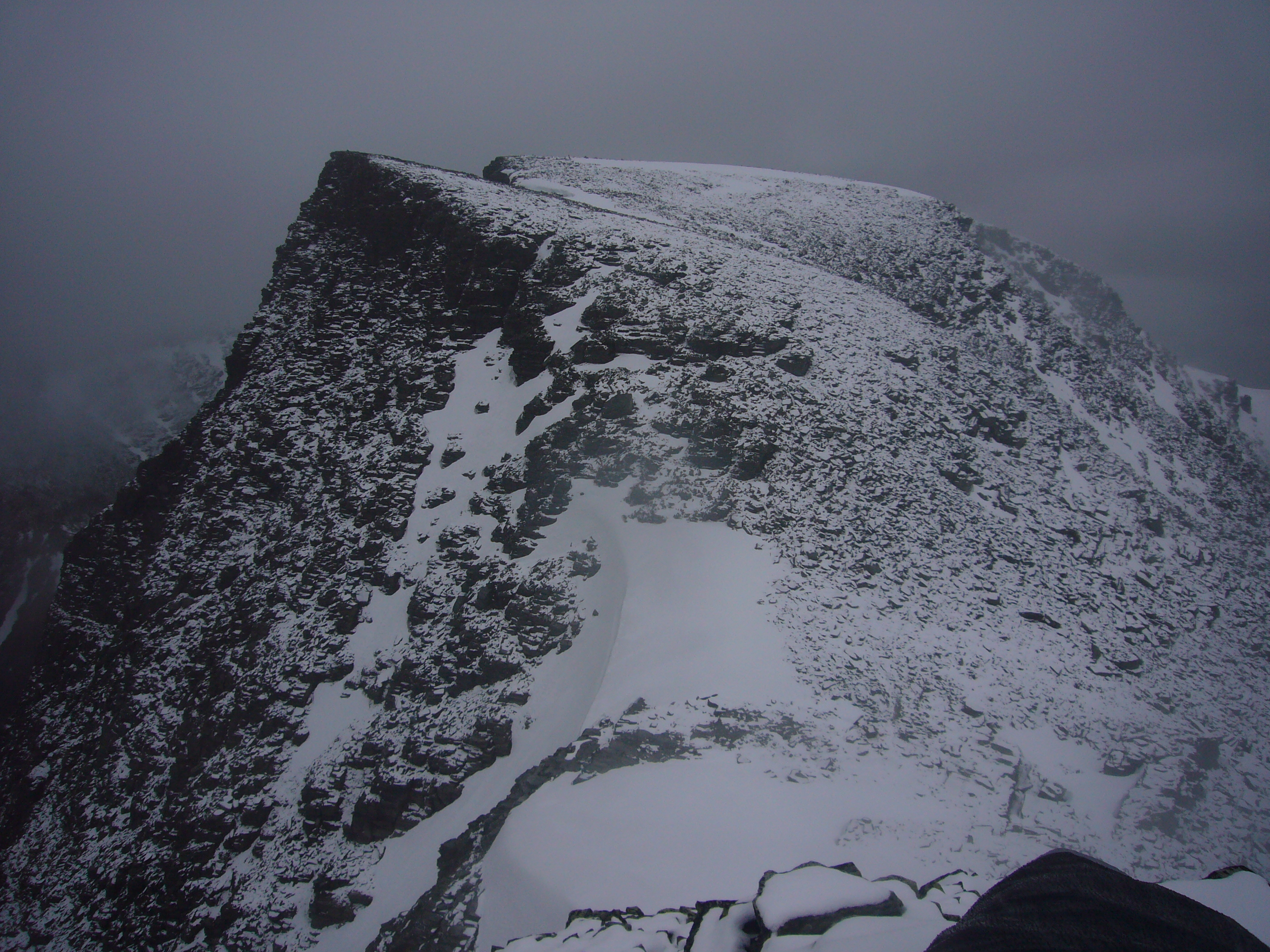

維尼耶隆登峰是挪威的山峰，位於該國東南部內陸郡，處於福爾達爾，距離首都奧斯陸230公里，屬於龍達訥山脈的一部分，海拔高度2,044米，鄰近地區屬丘陵地勢。